# Delphine Bernard (escrimeuse)
Pour les articles homonymes, voir Delphine Bernard et Bernard (patronyme).
Delphine Bernard, née le 14 mai 1986 à Quimper en Bretagne, est une escrimeuse handisport, pratiquant les trois armes de l'escrime, le fleuret, l'épée et le sabre.
En 2007, elle débute l'escrime après avoir rencontré Serge Laher qui l'initie et devient son maître d'armes au club de Quimper Cornouaille dans le Finistère jusqu'en 2013. Elle rejoint alors le Toulouse Université Club (TUC) où elle évolue sous la direction de Brigitte Aragou.

## Biographie

### Carrière sportive
Delphine Bernard obtient son baccalauréat scientifique spécialité SVT au lycée de Kerneuzec à Quimperlé en 2005. En 2009 elle obtient son tronc commun du brevet d'éducateur sportif obtenu à Quimper[réf. nécessaire].
En 2006, Delphine Bernard rencontre par hasard maître Serge Laher, grâce à un forum des associations où elle était venue car elle cherchait à pratiquer un sport dans sa ville[réf. nécessaire]. Celui-ci l'initie à l'escrime handisport, discipline sportive paralympique ouvertes aux handicapés moteurs depuis 1960 et qu'elle débute en 2007. Sous sa direction, elle parvient à disputer les Coupes du monde, puis en 2012, elle termine à la cinquième place de l'épreuve de fleuret des Jeux paralympiques 2012 de Londres. Elle participe ensuite aux championnats du monde en 2013 à Budapest.
En novembre 2013, elle rejoint le Toulouse Université Club (TUC) où elle évolue sous la direction de Brigitte Aragou. Son entrainement, 9 heures par semaine sous la direction de Serge Laher au club de Quimper passe à quatre entrainements par semaine au TUC, en assauts libres ou à thèmes avec des valides et handis. Elle reçoit des leçons individuelles ou collectives avec son maitre d'armes, Brigitte Aragou.
Elle participe aux championnats d'Europe de Strasbourg où elle obtient une cinquième place.
En février 2016, elle obtient, ainsi que son coéquipier Maxime Valet, sa sélection pour les Jeux paralympiques 2016 de Rio.

### Vie extra-sportive
Delphine Bernard est membre de l'association HOPE fondée par un de ses amis[réf. nécessaire]. Cette association a pour but de promouvoir l'intégration des personnes en situation de handicap moteur à travers la compétition et aussi de soutenir les sportifs qui vont participer aux Jeux paralympiques.

## Style
L'escrime handisport est devenue sa passion, elle a le goût de la compétition et de la victoire. En escrime, il faut être malin, précis, avoir un bon mental, savoir s'adapter, mais aussi être concentré, rapide, précis.
Delphine Bernard veut développer une politique sportive qui favoriserait l'intégration des personnes en situation de handicap, ce qui provoquerait une véritable révolution culturelle dans le monde du sport selon elle.

## Palmarès

### Jeux paralympiques
- Jeux paralympiques 2012 de Londres : 5e place au fleuret

### Championnat du monde
- Médaille de bronze aux Championnats du Monde de Doha 2015

### Championnat d'Europe
- 5e place aux Championnats d'Europe à Strasbourg en 2014[7]
- * Vice-championne d'Europe par équipe au fleuret en 2011 et en 2009

### Coupe du monde
- Participation à sa première coupe du monde en 2007 à Manchester
- 3e à l'épée à Manchester en 2007
- 3e à l'épée a Montréal en 2008
- 2e à l'épée à Montréal en 2010[5]
- 1re à Montréal en fleuret en 2010[5]

### Championnat de France
- Championne de France aux trois armes en 2010[5]
- Championne  de France à l'épée en 2011[5]
- Vice championne de France en 2011 au fleuret et au sabre et par équipe au fleuret[5]
- Championnat de France: 1 or (2014), 1 bronze (2014)